# Cosmone
Cosmone è il nome commerciale di una fragranza sintetica della classe dei muschi macrociclici, caratterizzata da un intenso odore muschiato, caldo e talcato. In profumeria è stata usata ad esempio in Pink Bouquet (Moschino, 2012) e in Be Jewelled (Vera Wang, 2013).

## Sintesi
Il composto fu sintetizzato per la prima volta alla fine degli anni novanta del secolo scorso nei laboratori della Givaudan. Uno schema di sintesi è raffigurato nella figura seguente. Il reagente iniziale ciclododecenone viene trasformato ad alcool allilico; quest'ultimo in presenza di basi si riarrangia a Cosmone passando attraverso un diradicale. La produzione annuale è dell'ordine delle tonnellate.

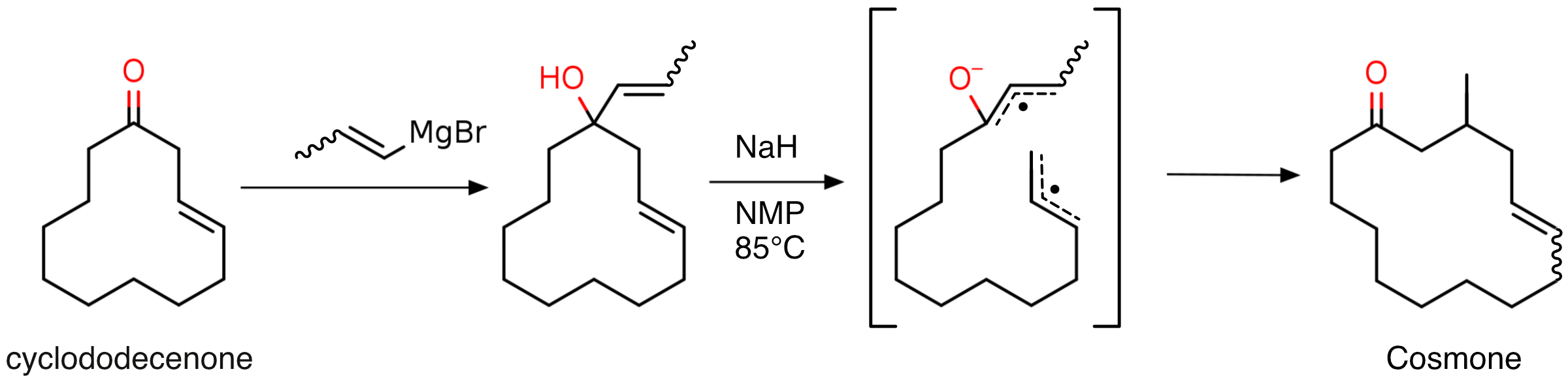
Schema di sintesi del Cosmone

## Proprietà
Il Cosmone è caratterizzato da un anello a 14 termini, mentre la maggioranza dei muschi macrociclici di importanza commerciale hanno anelli a 15-17 termini. Essendo più piccolo, riesce a beneficiare di una più alta pressione di vapore e raggiunge una soglia olfattiva di 0,1 ng/L. Il doppio legame nell'anello ha configurazione trans; l'isomero cis (CAS 259854-71-2) ha un odore più debole. È stato condotto uno studio per valutare la sicurezza d'impiego del Cosmone in cosmetici e altri prodotti domestici, concludendo che il composto è sicuro nell'ambito degli usi esaminati.